# Estadio La Fortaleza (Guayaquil, Ecuador)
El Estadio La Fortaleza es un estadio multiusos. Está ubicado en la avenida León Febres Cordero kilómetero 14,5, en la parroquia La Aurora en el cantón Daule.
Es utilizado mayoritariamente para la práctica del fútbol, y allí jugaba como local el Club Deportivo River Ecuador, equipo de la Serie A del fútbol ecuatoriano. Tiene capacidad para 1700 espectadores.